# تاريخ الثأر
تاريخ الثأر في مصر
بالرغم من معرفة الشعوب العربية لقضية الثأر لمقتل احد افراد القبيلة، الا ان الثأر في مصر قد اخذ شكله المعروف مع بدايات القرن العشرين وتحديدا في محافظات صعيد مصر.
يرجع الباحثون في علم الاجتماع وعلوم القانون تمكن ظاهرة الثأر بين العائلات لشعور اهل القتيل او الضحية ان القاتل لم يأخذ عقابه وأن القضية لم يتم ثبوتها جنائيا على المتهم مما يدفع اهله للاخذ بثأره من القاتل. لعل اغرب حوادث الثأر في مصر تلك الحادثة في محافظة سوهاج بمصر في قرية بيت علام والتي راح ضحيتها اكثر من 12 قتيل في مرة واحدة من عائلة واحدة. ولازال التاريخ يذكر شخصيات عامة راحت ضحية الثأر مثل الراحل عبد الفتاح عزام محافظ الجيزة الاسبق.
عدم قبول الدية:
بالرغم من اقرارها شرعا وذكرها كحل وسط في القرآن الكريم الا ان وجود العصبية القبلية بين العائلات تجعلهم يشعرون بالهوان لقبول الدية مما يجعل
عجلة الدم والاخذ بالثأر تستمر.
حمل الكفن:
هو الاكثر قبولا عند اهل القتيل من قبول ديته وذلك ان حمل القاتل لكفنه وذهابه لأهل القتيل لطلب العفو فيه تعويض لشرفهم وكرامتهم التي اهدرها الدم
وليس بالضرورة ان القاتل نفسه هو من يحمل الكفن خاصة حين يطول الصراع سنين طويلة وتولد اجيال بعد اجيال.